# Miroslav Peterka
Miroslav Peterka (* 19. listopadu 1947 Žatec) je badatelem v oblasti teratologie a vedoucí vědecký pracovník Ústavu experimentální medicíny AV ČR. Absolvoval Fakultu všeobecného lékařství UK v roce 1972, Filosofickou fakultu UK v roce 1981. Rok předtím získal doktorát. Docentem se stal v roce 2009 na Přírodovědecké fakultě Univerzity Karlově, kde také přednáší. Zaměření jeho prací reflektuje postupný rozvoj problematiky orofaciálních rozštěpů a studia vývoje chrupu, a to od teorie přes práce experimentální a klinické.
Jeho otec byl fotograf Miroslav Peterka.